# Wonju Dongbu Promy
O Wonju DB Promy é um clube profissional de basquetebol sul-coreano sediado em Wonju, Coreia do Sul. A equipe disputa a Korean Basketball League.

## História
Foi fundado em 1997.